# Oxydoras

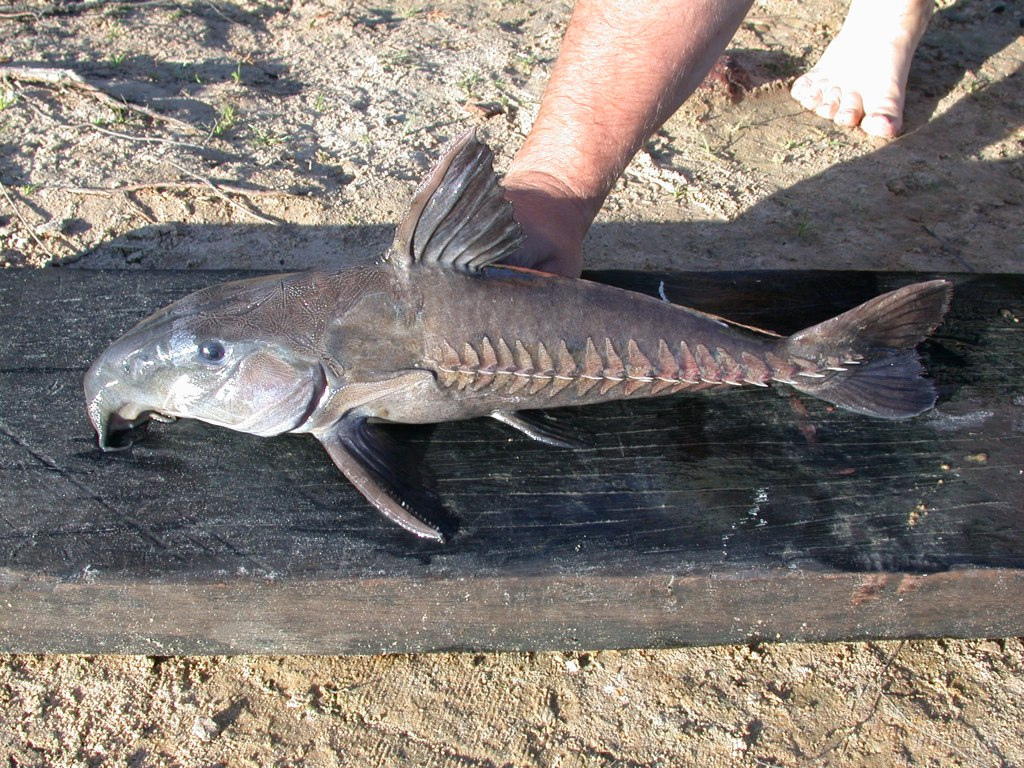
Armado (Oxydoras niger).

Oxydoras es un género de peces de agua dulce de la familia Doradidae en el orden Siluriformes. Sus 3 especies habitan en aguas cálidas o templado cálidas del norte y centro de América del Sur, y son denominadas comúnmente armados blancos o armados chanchos. La mayor longitud que alcanza ronda los 100 cm.

## Distribución
Este género se encuentra en ríos de aguas tropicales y subtropicales del norte y centro de América del Sur, desde la cuenca del Orinoco, la cuenca amazónica de Colombia, Perú y Brasil hasta Bolivia el Paraguay, el Uruguay y el nordeste de la Argentina en la cuenca del Plata, en los ríos Paraguay, Paraná, Uruguay alcanzando por el sur el tramo superior del Río de la Plata.

## Taxonomía

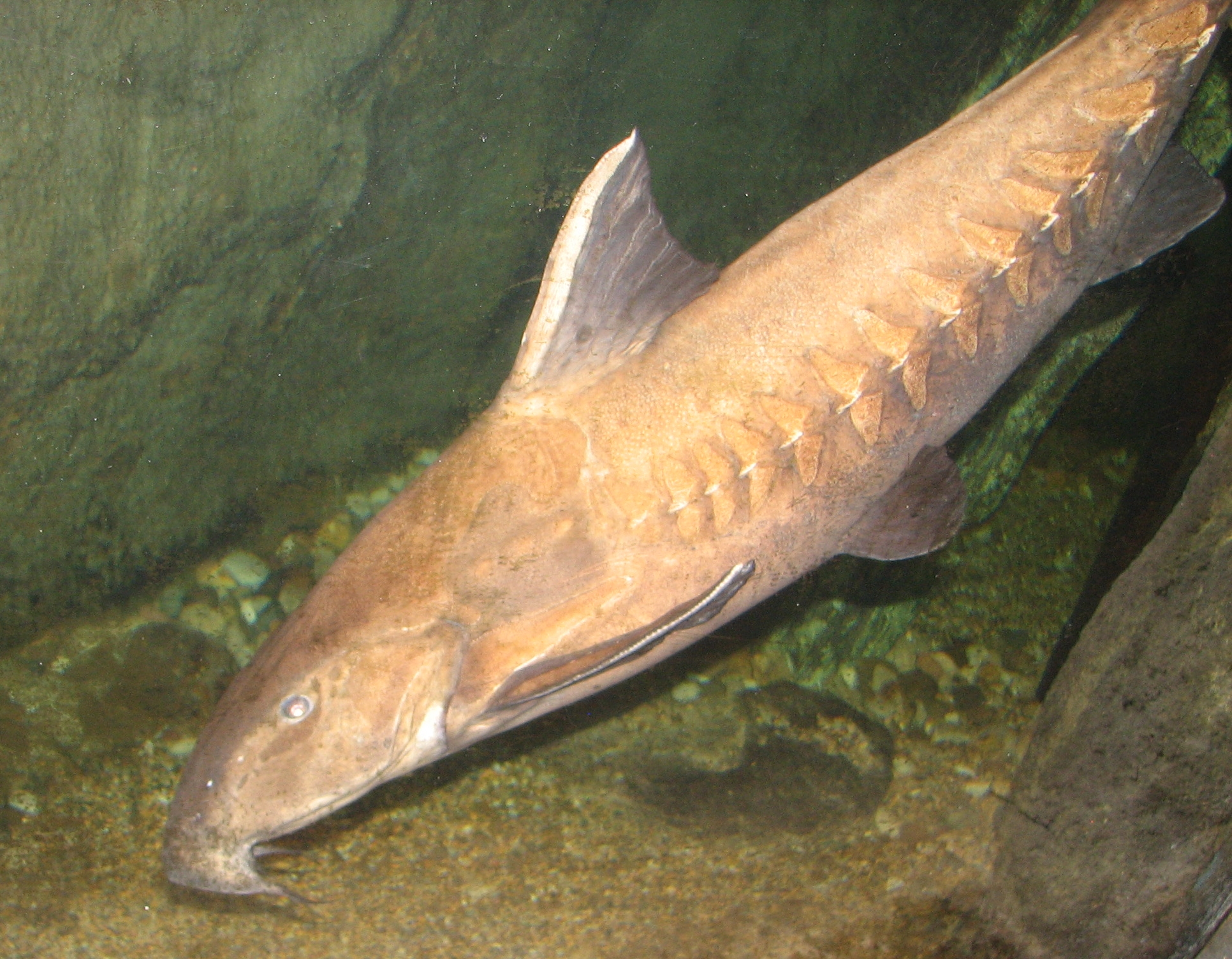
Armado (Oxydoras niger).

Este género fue descrito originalmente en el año 1865 por el ictiólogo Rudolf Kner.
Especies
Este género se subdivide en 3 especies:
- Oxydoras kneri Bleeker, 1862
- Oxydoras niger (Valenciennes, 1821) (Ripsaw catfish)
- Oxydoras sifontesi Fernández-Yépez, 1968